# Estação de Saint-Gervais-les-Bains-Le Fayet

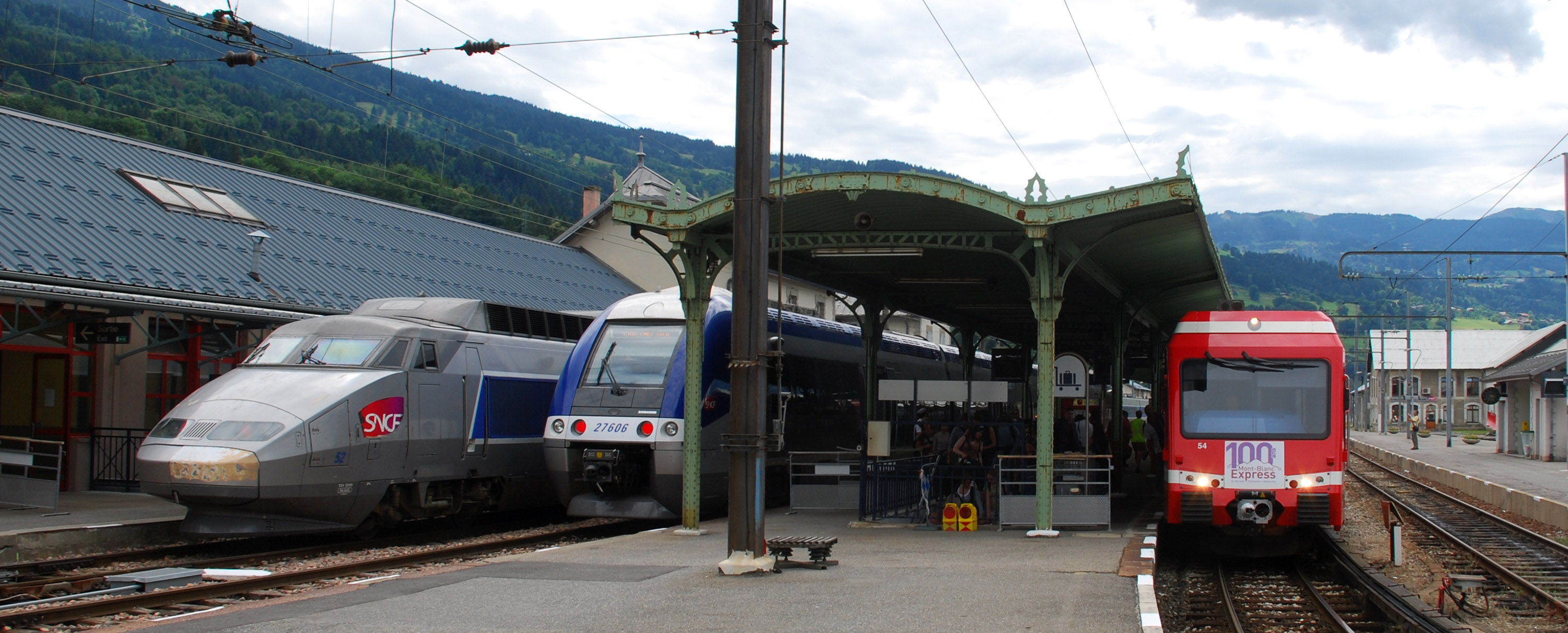
Três comboios, três destinos

A estação de Saint-Gervais-les-Bains-Le Fayet é uma estação de caminho de ferro e começo da linha de Saint-Gervais-les-Bains-Le Fayet a Vallorcine na região francesa de Ródano-Alpes, linha que a partir de Vallorcine se prolonga pela  linha Martigny-Châtelard do lado suíço. De uma certa maneira é a porta de entrada para o pais de Monte Branco.
A estação além de permitir a correspondência com o Tramway du Mont-Blanc, também  é o fim da dos serviços da SNCF tanto do TGV como dos InterCity ou do TER.

## História
Depois da abertura das grandes linhas ferroviárias da França, o final do século XIX viu desenvolver-se um grande numero de linhas secundárias, na maior parte privadas, que se ligavam com a companha nacional, o chamado plano Freycinet.
Em 1898 esta estação era o fim da linha La Roche-sur-Foron a Saint-Gervais-les-Bains-Le Fayet gerida pela companhia Paris-Lyon-Méditerranée, a PLM.

## Serviços
Hoje em dia esta estação serve:
- a linha a via normal vinda de Annemasse e mesmo Genebra, na Suíça
- a linha de via métrica Saint-Gervais - Vallorcine que passando por Chamonix-Monte-Branco continua até Martigny pela linha Martigny-Châtelard
- o Tramway do Monte-Branco que leva os turistas até ao glaciar de Bionnassaye pertencente à Companhia do Monte Branco.